# ノルマ・カッパグリ
ノルマ・カッパグリ（Norma Cappagli、1939年9月20日 - 2020年12月22日）は、アルゼンチンのモデル。ミス・ワールド1960として知られる。

## 経歴
1939年9月20日、ブエノスアイレスに生まれる。出生名Norma Gladys Cappagli。
1960年11月8日、ミス・ワールド1960で優勝（アルゼンチン代表として初）。賞金500ポンドとスポーツカーを受け取る。28000ドル相当の広告契約を締結した、とする資料もある。
ミスとしての任期を終えると、イタリアで結婚し、モデルのキャリアを開始。1961年、彼女のビジネスマネージャーであるAldo Cappagliの努力もあってクリスチャンディオールの専属モデルに選ばれる。その後の成功の礎である。1962年、作曲家でヴァイオリニストのArmando Sciascia（1920-2017）と共演。シングルSexy Worldをリリースするもそれほど売れなかった。
モデルとしてのキャリアの後、フリージャーナリストとしてMademoiselle、Men's Bazaar、Vogueなどの雑誌に執筆。
離婚（時期不詳）してブエノスアイレスに戻る。2020年12月17日、ブエノスアイレス市内でバスに轢かれ重傷を負う。5日後の12月22日、死去。享年81。

### その他
1961年にアルゼンチンで生まれた女の子に最も多く命名されたファーストネームはNormaだった。